# 张广才
张广才（1900年—1970年4月8日），湖北黄陂人，中国人民解放军将领、中国人民解放军开国少将。

## 生平
1928年加入中国共产党，任中共黄冈县委书记，发动当地农民进行武装斗争。1931年，进入中国工农红军。之后担任红四军十师三十团政治委员，红二十五军七十三师政治委员。1933年起任红三十一军政治委员，川陕省军区司令员，红四军政治委员，红三十三军政治委员，红三十军政治委员。1936年6月，被调到红四方面军红大高级班学习，同年11月，又去保安中央红大高级班学习。
抗战爆发后，1937年8月曾被派往山西阳泉任工人游击队战术总教官。之后任八路军总政治部锄奸部第三科科长，八路军总部兵工厂政治委员。1940年回延安，参加了中共七大。
国共内战时期，张广才到东北，任东北民主联军东满军区吉北军分区司令员，吉林省军区副参谋长，东北军区军工部第七办事处政治委员，组织剿匪和后勤工作。1949年，随部队南下到湖北，任湖北军区副政治委员。
中华人民共和国成立后，任中国人民解放军武汉军区副政委。1955年，授予中国人民解放军少将。获一级八一勋章，二级独立自由勋章和一级解放勋章。文化大革命时期遭受到迫害，被下放到恩施并在那里逝世。